# Gene Wolfe
Pour les articles homonymes, voir Wolfe.
Œuvres principales
- La Cinquième Tête de Cerbère (1972)
- Le Livre du nouveau soleil (1980-83)

Gene Rodman Wolfe, né le 7 mai 1931 à Brooklyn dans l'État de New York et mort le 14 avril 2019 à Peoria dans l'Illinois, est un écrivain américain de science-fiction et de fantasy. 
Écrivain prolifique de nouvelles et de romans, il est connu pour son écriture dense et très riche en allusions ainsi que pour l'influence de sa foi catholique sur ses écrits. Ses œuvres ont été nommées et primées à de nombreuses reprises pour des prix littéraires tels que le prix Hugo, le prix Nebula et le prix World Fantasy. 
Gene Wolfe est surtout connu pour son Livre du Nouveau Soleil, appelé aussi Livre du second soleil de Teur, qui comprend quatre volumes, rédigés entre 1980 et 1983. En 1998, le magazine Locus classe cette œuvre parmi les meilleurs ouvrages de fantasy de la période précédant les années 1990, sur la base d'un sondage d'abonnés. 

## Biographie et carrière littéraire
Gene Wolfe est né à New York City, d'Emerson Leroy Wolfe et de Mary Olivia (née Ayers). Il a contracté la poliomyélite dans son enfance. Il a effectué sa scolarité au Lamar High School (Houston, Texas). C'est au cours de ses études universitaires à l'Université du Texas A&M qu'il a publié sa première œuvre spéculative dans The Commentator, un journal littéraire étudiant.
Gene Wolfe a servi pendant la Guerre de Corée et est devenu ingénieur dans l'industrie à son retour aux États-Unis. Pendant de nombreuses années, il a été rédacteur en chef de la revue Plant Engineering, avant de devenir écrivain à plein temps. Détail peu connu, la carrière d'ingénieur de Gene Wolfe est notamment marquée par son apport à l'industrialisation de la production des chips Pringles.
Gene Wolfe s'est passionné très jeune pour la science-fiction et a rédigé des textes dans ce genre dès 1956. Il publie pour la première fois en 1965. Dans les années 1960 et 1970, il écrit de nombreuses nouvelles publiées dans des revues spécialisées. En 1980, il publie le premier tome du Livre du Second Soleil de Teur, cycle qui constitue son œuvre maîtresse.
Après avoir vécu à Barrington dans la banlieue de Chicago avec son épouse Rosemary, il emménagea à Peoria (Illnois) en 2013. Gene Wolfe s'éteint dans son domicile de Peoria d'une maladie cardiovasculaire le 14 avril 2019 à l'âge de 87 ans.

### Famille
Gene Wolfe est devenu catholique après son mariage avec une femme de cette confession.

## Œuvres

### SérieLe Livre du Second Soleil de Teur
1. L'Ombre du bourreau, Denoël, coll. « Présence du futur » no 321, 1981 ((en) The Shadow of the Torturer, 1980)Réédition, Gallimard, coll. « Folio SF » no 348, 2009
2. La Griffe du demi-dieu, Denoël, coll. « Présence du futur » no 345, 1982 ((en) The Claw of the Conciliator, 1981)Réédition, Gallimard, coll. « Folio SF » no 355, 2009
3. L'Épée du licteur, Denoël, coll. « Présence du futur » no 361, 1983 ((en) The Sword of the Lictor, 1982)Réédition, Gallimard, coll. « Folio SF » no 356, 2010
4. La Citadelle de l'Autarque, Denoël, coll. « Présence du futur » no 375, 1984 ((en) The Citadel of the Autarch, 1982)Réédition, Gallimard, coll. « Folio SF » no 363, 2010
5. Le Nouveau Soleil de Teur, Denoël, coll. « Présence du futur » nos 488 & 489, 1994 ((en) The Urth of the New Sun, 1987)

Note : Conformément à l'édition en langue anglaise, ce cycle a été renommé Le Livre du nouveau soleil lors de sa réédition aux éditions Gallimard en collection Folio SF et ne comporte que les quatre premiers volumes, le dernier n'étant pas considéré comme faisant partie du cycle.

### SérieSoldat des brumes
1. Soldat des brumes, Denoël, coll. « Présence du futur » no 460, 1988 ((en) Soldier of the Mist, 1986)
2. Soldat d'Aretê, Denoël, coll. « Présence du futur » nos 528 & 529, 1992 ((en) Soldier of Arete, 1989)
3. Soldat de Sidon, Denoël, coll. « Lunes d'encre », 2012 ((en) Soldier of Sidon, 2006)

Les éditions Denoël éditent en février 2012 dans la collection Lunes d'encre l'intégrale de la série en deux volumes. La traduction du troisième volume et l'harmonisation des traductions des deux premiers sont assurées par Patrick Marcel.

### SérieLe Livre du long soleil
1. Côté nuit, J'ai lu no 3708, 1994 ((en) Nightside the Long Sun, 1993)Réédition Le Livre de poche no 31691, 2010
2. Côté lac, J'ai lu no 3924, 1995 ((en) Lake of the Long Sun, 1993)Réédition Le Livre de poche no 31692, 2010
3. Calde - Côté Cité, J'ai lu no 4200, 1996 ((en) Caldé of the Long Sun, 1994)Réédition Le Livre de poche no 31693, 2010
4. L'Exode, J'ai lu no 4921, 1998 ((en) Exodus from the Long Sun, 1996)Réédition Le Livre de poche no 31694, 2010

### SérieLe Chevalier-mage
1. Le Chevalier, Calmann-Lévy no 2, 2005 ((en) The Knight, 2004)Réédition Le Livre de poche no 27028, 2007
2. Le Mage, Calmann-Lévy no 10, 2006 ((en) The Wizard, 2006)Réédition Le Livre de poche no 27029, 2008

### SérieA Borrowed Man
1. (en) A Borrowed Man, 2015
2. (en) Interlibrary Loan, 2020

### Romans indépendants
- (en) Operation Ares, 1970
- La Cinquième Tête de Cerbère, Robert Laffont, 1976 ((en) The Fifth Head of Cerberus, 1972)Rééditions Le Livre de poche no 7048, 1979 et no 27013, 2007, Presses Pocket no 5228, 1986, Mnémos, 2017
- Peace, Actes Sud, 1990 ((en) Peace, 1975)
- (en) The Devil in a Forest, 1976
- (en) Free Live Free, 1984
- Il y a des portes, Denoël, coll. « Présence du fantastique » no 5, 1990 ((en) There Are Doors, 1988)
- Le Sortilège de Castleview, J'ai lu no 3165, 1992 ((en) Castleview, 1990)
- (en) Pandora by Holly Hollander, 1990
- (en) Pirate Freedom, 2007
- (en) An Evil Guest, 2008
- (en) The Sorcerer's House, 2010
- (en) Home Fires, 2011
- (en) The Land Across, 2013

### Recueils de nouvelles
- L'Île du docteur mort et autres histoires, Robert Laffont, 1983 ((en) The Island of Doctor Death and Other Stories and Other Stories, 1980)
- Le Livre des fêtes, Actes Sud, 1989 ((en) Gene Wolfe's Book of Days, 1981)
- Silhouettes, Denoël, coll. « Présence du futur » no 515, 1990 ((en) Endangered species, 1989)
- Toutes les couleurs de l'enfer, Denoël, coll. « Présence du fantastique » no 13, 1990 ((en) Endangered species, 1989)Cet ouvrage contient la fin de la traduction du recueil Endangered species

### Nouvelles
Par ordre chronologique
- La Maison des ancêtres, 1974 ((en) House of Ancestors, 1968)
- La Substitution, 1984 ((en) The Changeling, 1968)
- Paul et son arbre, 1984 ((en) Paul's Treehouse, 1969)
- Croisement dangereux, 1972 ((en) Car Sinister, 1970)Rééditée en 1989 sous le titre Accident au croisement
- Ibème, 1990 ((en) Eyebem, 1970)
- Le Boomerang, 1984 ((en) How the Whip Came Back, 1970)Rééditée en 1989 sous le titre Retour de bâton
- Le Roi sous la montagne, 1974 ((en) King under the Mountain, 1970)
- De relais et de roses, 1989 ((en) Of Relays and Roses, 1970)
- Le Souvenir à venir, 1983 ((en) Remembrance to Come, 1970)
- Sonya, Crane Wessleman et Kittee, 1984 ((en) Sonya, Crane Wessleman and Kitee, 1970)
- Les Zoros de la guerre, 1990 ((en) The HORARS of War, 1970)
- L’Île du docteur Mort et autres histoires, 1983 ((en) The Island of Dr. Death and Other Stories, 1970)
- La Méthode Packerhaus, 1978 ((en) The Packerhaus Method, 1970)
- Ô toi, étincelle de sang, 1975 ((en) Thou Spark of Blood, 1970)
- Douce fille des forêts, 1973 ((en) Sweet Forest Maid, 1971)
- La Souris bleue, 1989 ((en) The Blue Mouse, 1971)
- Le Théâtre de marionnettes, 1981 ((en) The Toy Theater, 1971)
- Les Vignes du seigneur de la jungle, 1974 ((en) Tarzan of the Grapes, 1972)
- L'Homme sans tête, 1976 ((en) The Headless Man, 1972)
- Le Disque, 1974 ((en) The Recording, 1972)
- Terre de beauté, 1978 ((en) Beautyland, 1973)
- La Minute de vérité, 1983 ((en) Hour of Trust, 1973)
- Comment j'ai perdu la Seconde Guerre mondiale, 1989 ((en) How I Lost the Second World War and Helped Turn Back the German Invasion, 1973)
- La Befana, 1973 ((en) La Befana, 1973)
- Péritonite, 1991 ((en) Peritonitis, 1973)
- La Mort du Dr. Île, 1975 ((en) The Death of Dr. Island, 1973)Prix Nebula du meilleur roman court 1973 et prix Locus du meilleur roman court 1973
- Forlesen, 1989 ((en) Forlesen, 1974)
- Extraits des carnets du Dr. Stein, 1991 ((en) From the Notebook of Dr. Stein, 1974)
- June dans les ténèbres, 1991 ((en) The Dark of the June, 1974)
- La Mort de Hyle, 1991 ((en) The Death of Hyle, 1974)
- Silhouette, 1990 ((en) Silhouette, 1975)
- De la paille..., 1976 ((en) Straw, 1975)
- Thag, 1991 ((en) Thag, 1975)
- Chant de chasse, 1983 ((en) Tracking Song, 1975)
- Les Visions miraculeuses, 1983 ((en) The Eyeflash Miracles, 1976)
- Quand j'étais Ming l'implacable, 1990 ((en) When I Was Ming the Merciless, 1976)
- Tant de demeures, 1989 ((en) Many Mansions, 1977)
- Notre voisin, par David Copperfield, 1991 ((en) Our Neighbour by David Copperfield, 1978)
- Sept nuits américaines, 1983 ((en) Seven American Nights, 1978)
- Le Docteur de l'île de la mort, 1983 ((en) The Doctor of Death Island, 1978)
- La Femme qui aimait Pholus le centaure, 1990 ((en) The Woman Who Loved the Centaur Pholus, 1979)
- Guerre sous l'arbre, 1990 ((en) War Beneath the Tree, 1979)
- Kevin Malone, 1983 ((en) Kevin Malone, 1980)
- Suzanne Delage, 1991 ((en) Suzanne Delage, 1980)
- Le Père adopté, 1989 ((en) The Adopted Father, 1980)
- Le Détective des rêves, 1991 ((en) The Detective of Dreams, 1980)
- Le Dieu et son homme, 1990 ((en) The God and his Man, 1980)
- Un chalet sur la côte, 1991 ((en) A Cabin on the Coast, 1981)
- La Légende du disciple et de son fils, 1982 ((en) The Tale of the Student and his Son, 1981)
- Un amour de licorne, 1983 ((en) The Woman the Unicorn Loved, 1981)Rééditée en 1990 sous le titre La Femme qu'aimait la licorne
- Mon livre, 1991 ((en) My Book, 1982)
- L'Ultime Histoire à faire frémir, 1990 ((en) The Last Thrilling Wonder Story, 1982)
- Un labyrinthe solaire, 1984 ((en) A Solar Labyrinth, 1983)
- Le Chat, 1990 ((en) The Cat, 1983)
- La Carte, 1990 ((en) The Map, 1984)
- Procréation, 1990 ((en) Procreation, 1985)
- L'Homme du Nebraska et la Néréide, 1991 ((en) The Nebraskan and the Nereid, 1985)
- L'Enfant qui pêcha le soleil, 2006 ((en) The Boy Who Hooked the Sun, 1985)
- La Guerre des parties, 2006 ((en) Why Private War, 1986)
- Toutes les couleurs de l'enfer, 1991 ((en) All the Hues of Hell, 1987)
- Dans la maison de pain d'épice, 1991 ((en) In the House of Gingerbread, 1987)
- La Plus Belle Femme du monde, 1991 ((en) The Most Beautiful Woman on the World, 1987)
- Les Fauteurs de paix, 1990 ((en) The Peace Spy, 1987)
- Empire des feuilles et des fleurs, 2006 ((en) Empire of Foliage and Flower, 1987)
- L'Autre Mort, 1990 ((en) The Other Dead Man, 1988)
- Lukora, 1991 ((en) Lukora, 1988)
- L'Histoire de la rose et du rossignol (et ce qui s'ensuivit), 1991 ((en) The Tale of the Rose and the Nightingale (and What Cames of It), 1988)
- La Cité des morts, 1992 ((en) Lord of the Land, 1990)
- Reine de la nuit, 1997 ((en) Queen of the Night, 1994)
- Pas d'étoile qui frappe, 2010 ((en) No Planet Strike, 1997)
- L'arbre est mon chapeau, 1999 ((en) The Tree is my Hat, 1999)
- Point de vue, 2004 ((en) Viewpoint, 2001)
- Du berceau, 2006 ((en) From the Cradle, 2002)
- (en) Golden City Far, 2004Non traduite en français - Prix Locus du meilleur roman court 2005